# Vellahn
Vellahn est une commune de Mecklembourg-Poméranie-Occidentale, en Allemagne, dans l'arrondissement de Ludwigslust-Parchim.

## Quartiers
- Vellahn
- Banzin
- Bennin
- Goldenbow
- Marsow
- Melkof
- Rodenwalde

## Personnalités liées à la ville
- Bernhard Joachim von Bülow (1747-1826), diplomate né à Camin.
- August Schmarsow (1853-1936), historien né à Schildfeld.